# Mammillaria glochidiata
Mammillaria glochidiata (укр. Мамілярія гачечкова, Мамілярія глохідіата) —сукулентна рослина з роду мамілярія (Mammillaria) родини кактусові (Cactaceae).

## Ареал
Цей вид є ендемічною рослиною Мексики. Ареал зростання розташований у штаті Ідальго. Первісне повідомлення з'явилося після прибуття коолекціонера Карвінського (англ. Karwinski) з Мексики, але без даних про місцезнаходження. Фіц-Моріс визначив місцезнаходження цієї рослини в Мексиканському штаті Ідальго, дуже близько від кордону з Керетаро, в Барранка-де-Толіман. Зростає на крутих вулканічних породах на висоті 700 м над рівнем моря (у Реппенхагена — близько 1 300 м) в глибокому каньйоні в напівпустелі.

## Морфологічний опис
Рослини утворюють групи неправильної форми, з густо і несиметрично розташованими відростками.
| Орган              | Опис |
| Коріння            | |
| Стебло             | циліндричне (в описі Пілбіма — кулясте, до 5 см заввишки і до 4 см в діаметрі), округлене апікально, 2-3,5 см в діаметрі. |
| Епідерміс          | глянцево-яскраво-зелений. |
| Маміли             | в'ялі, широко розташовані, циліндричні до конічних, 12-16 мм завдовжки, без молочного соку. |
| Ареоли             | |
| Аксили             | деякі з щетинками. |
| Центральні колючки | 1-4 (в описі Пілбіма — 3 або 4, трохи товщі, ніж радіальні колючки), голчасті, одна нижня з гачком, темно-жовті до червоно-коричневих (в описі Фіц-Моріса — коричнево-жовті), завдовжки 6-12 мм (в описі Фіц-Моріса — одна гачкувата колючка до 10 мм завдовжки, а решта до 12 мм завдовжки). |
| Радіальні колючки  | 9-11 (в описі Пілбыма — до 12, щетиноподібні, дуже тонкі, а в описі Фіц-Моріса — від 8 до 12, білуваті, вкриті волосками), ниткоподібні, гнучкі, рівні, білі, горизонтальні, до 12 мм завдовжки.                                                                                              |
| Квіти              | дзвоникоподібні, від білих до рожевих, до 15 мм завдовжки, в діаметрі 12 мм (в описі Пілбіма білі або блідо-рожеві, до 18 мм в діаметрі). |
| Бутони             | |
| Зовнішні пелюстки  | із зеленувато-коричневими або жовтуватими смугами. |
| Внутрішні пелюстки | |
| Тичинки            | |
| Маточка            | рильця жовті. |
| Плоди              | булавоподібні, червоні (у Пілбіма — червоні), до 16 мм завдовжки. |
| Насіння            | коричнево-чорне. |

## Систематика

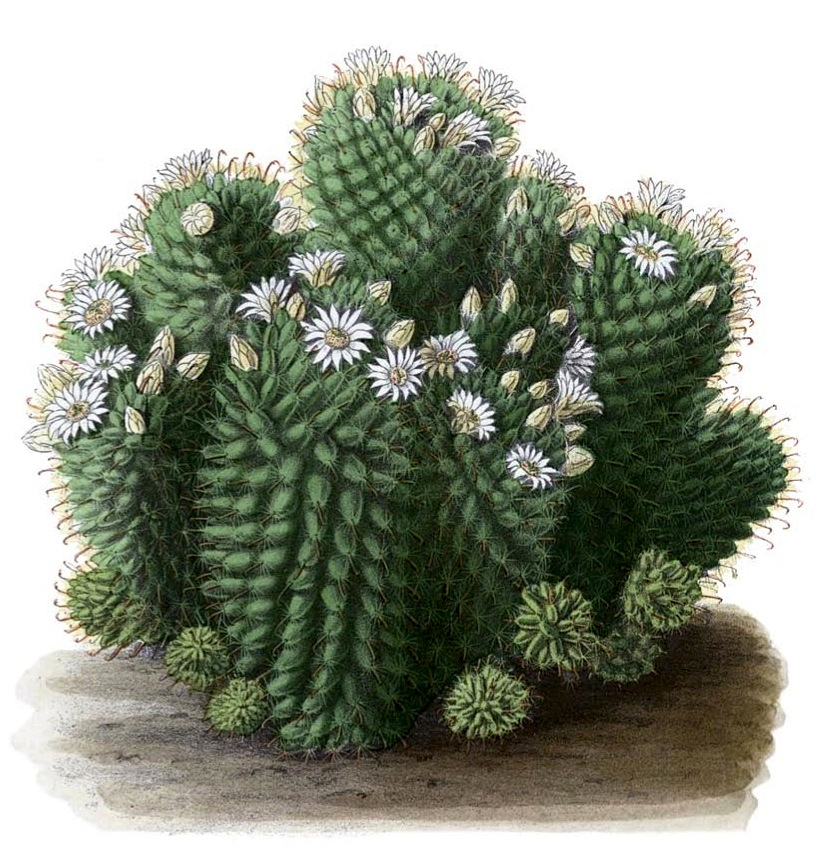
Ілюстрація Mammillaria glochidiata у книзі Карла Шумана & Роберта Гюрке «Blühende Kakteen (Iconographia cactacearum) im Auftrage der Deutschen Kakteen-Geselllschaft», 1904 рік

Деякі дослідники вважали цей таксон одним із варитетів Mammillaria crinita. Фіц-Моріс підтвердив цю назву для рослин, знайдених у районі Ідальго, виділяючи її як окремий вид, зважаючи на незвичайне число і дуже невеликий діаметр радіальних колючок, а також зважаючи на ізоляцію ареалу в глибокій ущелині, де ці кактуси ростуть на вулканічних відслоненнях скель, їх послідовне відтворення з насіння і відсутність проміжних форм між Mammillaria glochidiata і найближчою Mammillaria crinita, яка була знайдена за 20 км далі, але без виявлених проміжних рослин.

## Утримання в культурі
Ця рослина не являє в культивуванні ніяких труднощів. Має схильність давати хаотично розташовані відростки і швидко розростатися. При доброму освітленні зберігає компактність.
У разі загибелі її можна врятувати навіть у найостанніший момент, укоренивши маміли або прищепивши їх. Цей прийом проходить з нею і з іншими видами, яким властиві товсті, набряклі маміли. До них належать види даної серії, а також Mammillaria plumosa, Mammillaria carmenae та інші.

## Охоронні заходи
Mammillaria glochidiata входить до Червоного списку Міжнародного союзу охорони природи на межі зникнення (CR).
У 1991 році Чарльз Гласс, знайшов єдину популяцію Mammillaria glochidiata на північ від Сімапана у штаті Ідальго, оцінивши її у 50 особин. Наступне відвідування в 1993 році показало значне зниження популяції до 15 особин. Протягом двох наступних відвідувань, незважаючи на ретельний пошук, рослини не були знайдені. Тому, в раніше опублікованому Червоному Списку МСОП за 2002 рік, вид був занесений до категорії „Вимерлий у природі“. Дослідники все ж повернулися до місця, де раніше зустрічалася ця рослина в лютому 2007 року, і знайшли шість невеликих рослин, що, напевно, виросли з насіння, що потрапило в тріщини між скелями.
Необхідне термінове дослідження, щоб зрозуміти динаміку чисельності цього кактуса. Не виявлений в жодній з природоохоронних територій.
Охороняється Конвенцією про міжнародну торгівлю видами дикої фауни і флори, що перебувають під загрозою зникнення (CITES).

## Синоніми
- Mammillaria wildii A.Dietr., 1836
- Chilita glochidiata (Mart.) Orcutt, 1926
- Chilita wildii (A. Dietrich) Orcutt, 1926
- Ebnerella glochidiata (Martius) Buxb., 1951
- Ebnerella wildii (A. Dietrich) Buxbaum, 1951
- Mammillaria crinita subsp. wildii (A. Dietrich) D.R.Hunt, 1997
- Mammillaria glochidiata var. crinita K.Schum. ndat
- Mammillaria glochidiata var. inuncinata Lem. ndat
- Mammillaria glochidiata var. purpurea Scheidw. ndat